# NGC 3676
NGC 3676 este o liner situată în constelația Cupa. A fost descoperită în 1886 de către Frank Muller. Se află la o distanță de 102,8 megaparseci de Pământ.